# Montezum

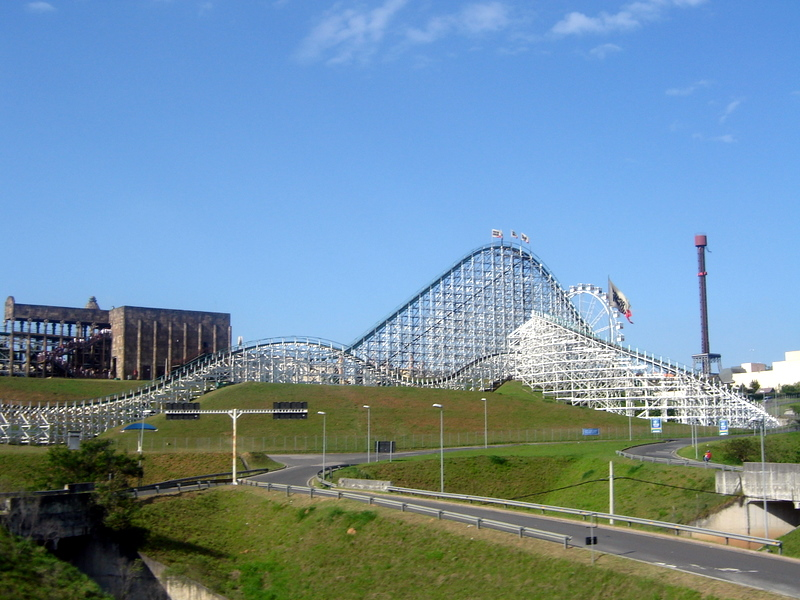
Montezum, a maior montanha russa do Brasil e a maior de madeira da América Latina.

Montezum é uma montanha russa de madeira, localizada no parque de diversões paulista Hopi Hari. É considerada a maior montanha russa de madeira da América Latina, e a maior do Brasil, nos quesitos extensão, altura, queda, e velocidade. É uma das atrações mais procuradas do parque.
A construção foi realizada pela companhia RCCA (Roller Coaster Corporation of America), que era uma empresa estadunidense especializada na construção de montanhas russas de madeira. Foram 18 meses de obras, até a sua conclusão cerca de 6 meses antes da abertura do parque, que ocorreu em Novembro de 1999.
Até o ano de 2011, durante a Hora do Horror (evento realizado pelo parque entre os meses de agosto e setembro), um dos trens da montanha-russa fazia o percurso levando os passageiros de costas, o que recebia o nome de Direversi. 
A atração está em uma região do parque chamada de Mistieri, onde a tematização remete aos povos pré-colombianos incas, astecas e maias. Isto justifica o nome da atração, que foi inspirado no governante asteca Moctezuma II, mais conhecido como Montezuma.

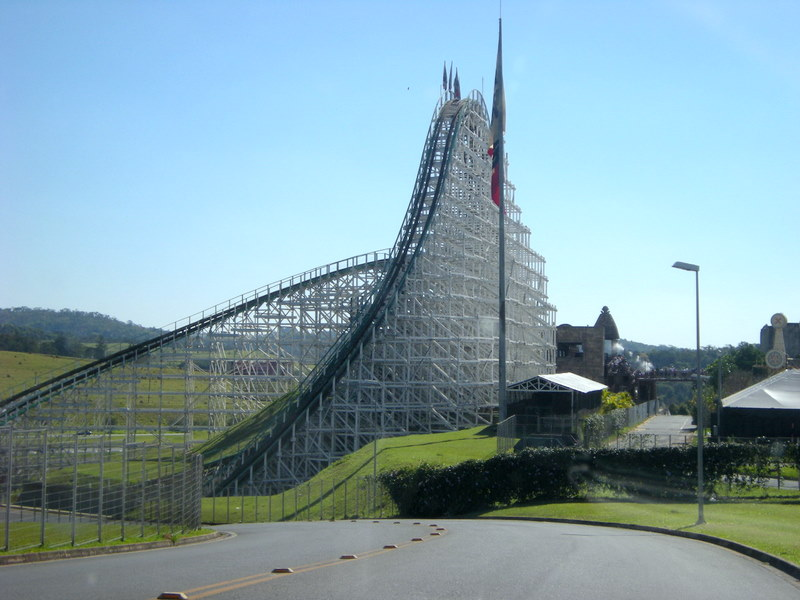
Primeira queda da Montezum

## Dados técnicos
Extensão: 1030,2 metros;
Altura: 42,4 metros;
Queda: 44,5 metros;
Velocidade: 103 Km/h;
Tempo de percurso: 0:58 segundos a partir do topo do lift hill (primeira subida);
Possui dois trens de quatro vagões, sendo que cada vagão comporta seis passageiros, totalizando 24 pessoas por trem. Tem a capacidade de atender cerca de 900 pessoas por hora quando opera com os dois trens.

## Recordes
Dentro da categoria de montanhas-russas de madeira, a Montezum ocupa, mundialmente: o 11° lugar no quesito de mais rápida, 6º lugar no quesito de maior altura, 12° lugar no quesito de maior queda e o 55° lugar no quesito extensão.

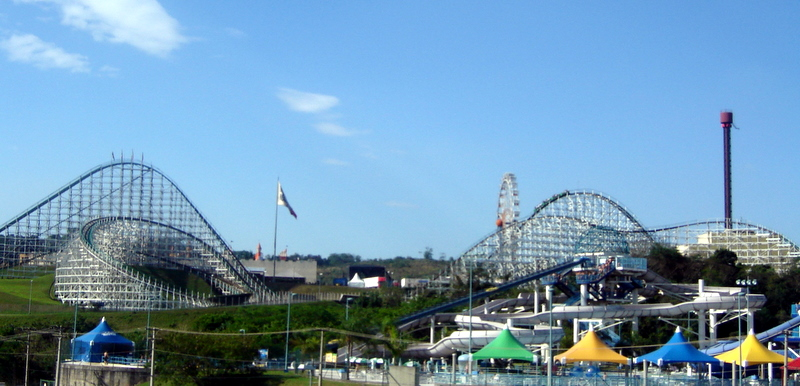
Panorama da Montezum

## Segurança
Em maio de 2014, um homem teria ficado paraplégico, após fraturar uma vértebra, ao visitar a atração. Em agosto de 2019, uma mulher teve duas costelas quebradas pelo brinquedo. Em dezembro de 2021, uma trava de segurança se desprendeu de um dos assentos, a atração foi interrompida ainda no lift hill, os visitantes foram removidos em segurança e não houve feridos.